# Lakeshore, Louisiana
Lakeshore är en ort i Ouachita Parish i delstaten Louisiana, USA.